# Koncentrator tlenu

Schemat koncentratora opartego na adsorpcji zmiennociśnieniowej. I – wejście sprężonego powietrza, A – adsorpcja, O – wyjście tlenu, D – desorpcja, E – wydech

Koncentrator tlenu – urządzenie medyczne dostarczające pacjentowi do oddychania powietrze z podwyższoną zawartością tlenu. Stanowi tańszą i bezpieczniejszą alternatywę dla butli ze sprężonym tlenem, która może stwarzać zagrożenie wybuchu lub pożaru.
Koncentrator może być wykorzystywany jako źródło tlenu do procesów przemysłowych.

## Zasada działania
Koncentrator powinien zapewniać dostawę tlenu w trybie pracy ciągłej. Najprostsze modele mają pracujące naprzemiennie dwa cylindry wypełnione zeolitem. Aby zeolit pochłonął zawarty w powietrzu azot jeden z cylindrów cyklicznie napełniany jest powietrzem sprężanym do ciśnienia 138 kPa (1.36 atmosfery). W tym samym czasie wzbogacone w tlen powietrze z drugiego cylindra przepompowywane jest do dalszej części urządzenia, a zaabsorbowany azot przy normalnym ciśnieniu oddawany jest do atmosfery. Jeden cykl zwykle trwa około 20 sekund. Proces ten nazywany jest Pressure Swing Adsorption (PSA). Przeciętne koncentratory zapewniają stałe dostawy powietrza o stężeniu tlenu od 50 do 90% w ilości około 5-10 litrów na minutę.

## Bezpieczeństwo
Koncentratory tlenu są dużo bezpieczniejsze niż butle z tlenem, ponieważ w razie awarii nie zwiększają ilości tlenu w pomieszczeniu, przez co nie podnoszą zagrożenia pożarowego lub ryzyka eksplozji. Są proste w obsłudze i nie wymagają specjalistycznej wiedzy do prawidłowego użytkowania. Korzystają z nich pacjenci z chorobami układu oddechowego także w ich własnych domach.  Urządzenia w stanie technicznym nie dającym gwarancji pełnej niezawodności stają się bezużyteczne dla celów medycznych. Mogą jednak być przydatne w amatorskim majsterkowaniu np. do zasilania niewielkiego palnika acetylenowo-tlenowego.